# 실낙원

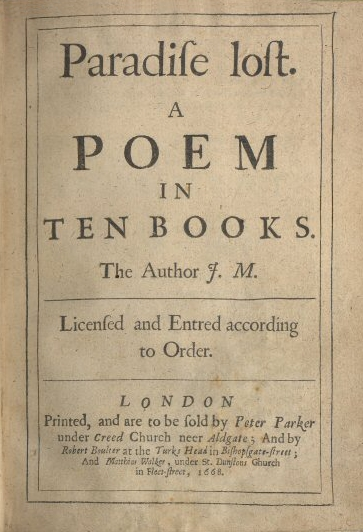
초판의 속표지(1668년)

《실낙원》(失樂園, 영어: Paradise Lost 잃어버린 낙원[*])은 영국의 시인 존 밀턴이 17세기에 지은 약강오보격(弱强五步格, iambic pentameters)의 서사시이다. 1667년 10권으로 초판되었으며, 약간의 수정을 거쳐 1674년 12권으로 재판되었다. 뱀으로 변장한 사탄의 유혹에 의해 타락한 아담과 하와가 에덴 동산에서 쫓겨나는 아담의 타락(사람의 타락)과 사탄의 하나님에 대한 반항을 주제로 하고 있다. 밀턴은 신의 영원한 통찰력과 인간의 자유의지 간에 일어나는 갈등을 명료하게 하여 “하나님의 섭리가 인간에게 합당하다는 것”을 나타내고자 하였다.
간혹 '실락원'이라고 쓰는 사람이 있으나 《한글 맞춤법》 제3장 제5절 제11항의 붙임 4에 따라 '실낙원'으로 적는다.

## 같이 보기
- 복낙원